# Ascoviridae
Ascoviridae è una famiglia di virus a DNA a doppio filamento, facenti parte dell'ordine Pimascovirales.

## Morfologia
Il virione è rivestito da un involucro che racchiude una membrana lipidica interna legata al capside. Può essere di forma bastoncellare o ovoidale, con un raggio di 130 nm per una lunghezza di 200-240 nm. Il capside è a simmetria complessa.

## Genoma

Genoma degli Ascovirus

Il genoma è costituito da un'unica molecola di DNA a doppio filamento, con un contenuto guanina+citosina variabile a seconda della specie dal 42% al 60%. È circolare e lungo 156-186 kbp e possiede due sequenze ripetute invertite in tandem

## Replicazione
Gli Ascoviridae infettano gli insetti dell'ordine dei lepidotteri. Il virus interagisce con i recettori della cellula dell'ospite e viene internalizzato per endocitosi. L'involucro virale si fonde con la membrana della vescicola e il DNA virale viene rilasciato nel nucleo. Vengono trascritti i geni virali e replicato il DNA virale. A causa del notevole aumento di dimensioni, il nucleo cellulare va incontro a rottura e i virioni vengono assemblati nel citoplasma. Infine la cellula ospite viene divisa in una serie di vescicole contenenti virioni.

## Tassonomia
Gli Ascoviridae comprendono due generi e quattro specie specie:
- Famiglia Ascoviridae
  - Genere Ascovirus
    - Heliothis virescens ascovirus 3a
    - Spodoptera frugiperda ascovirus 1a (specie tipo)
    - Trichoplusia ni ascovirus 2a

  - Genere Toursvirus
    - Diadromus pulchellus toursvirus 4a